# Halotthia posidoniae
Halotthia posidoniae är en svampart som först beskrevs av Durieu & Mont., och fick sitt nu gällande namn av Jan Kohlmeyer 1963. Halotthia posidoniae ingår i släktet Halotthia och familjen Zopfiaceae.   Inga underarter finns listade i Catalogue of Life.